# Told & Skat
Told- og Skattestyrelsen var en dansk styrelse, som forestod opkrævningen af told, afgifter og skatter. Styrelsen blev oprettet i 1990 i forbindelse med sammenlægningen af toldvæsenet og det statslige skattevæsen, som blev til ToldSkat, der i 2005 blev til SKAT i forbindelse med en sammenlægning af ToldSkat og de kommunale skatteforvaltninge. I 2018 blev SKAT til Skatteforvaltningen, som består af 7 styrelser.
| Myndighed | Spire Denne artikel om en offentlig myndighed er en spire som bør udbygges. Du er velkommen til at hjælpe Wikipedia ved at udvide den. |

|  | Denne artikel kan blive bedre, hvis der indsættes geografiske koordinater Denne artikel omhandler et emne, som har en geografisk lokation. Du kan hjælpe ved at indsætte koordinater i wikidata. |